# Bornyl acetat

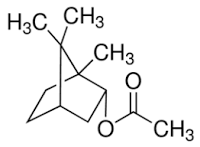

Bornyl axetat là một este có công thức là C12H20O2 và khối lượng phân tử là 196,28 g/mol, nhiệt độ nóng chảy là 25,00 đến  29,00 °C, nhiệt độ sôi là 226,00 đến  231,00 °C. Bornyl axetat là một chất lỏng, hòa tan trong rượu, dipropylene glycol và không tan trong nước.Trạng thái ổn định: bột tắm, kem, không làm mất màu trong hầu hết các phương tiện truyền thông và xà phòng. Bornyl axetat được cô lập từ Blumea balsamifera, Jasonia sp., Salvia fruticosa, cà rốt, hương thảo, dầu húng quế và hoa oải hương. Bornyl axetat là một chất tạo hương liệu, đặc trưng là mùi thông.